# Culex ceramensis
Culex ceramensis is een muggensoort uit de familie van de steekmuggen (Culicidae). De wetenschappelijke naam van de soort is voor het eerst geldig gepubliceerd in 1973 door Sirivanakarn & Kurihara.